# The Austonian
Il The Austonian è un grattacielo residenziale di Austin in Texas.

## Storia
I lavori di costruzione dell'edificio, iniziati il 31 agosto 2007, sono stati portati a termine nel 2010.

## Descrizione
Alto 56 piani, raggiunge un'altezza di 208 metri, cosa che ne fa il secondo grattacielo più alto della città dopo l' Independent, alto 210 metri.